# Kommunales Unternehmen
Kommunale Unternehmen sind aus der unmittelbaren Kommunalverwaltung ausgegliederte, verselbständigte Verwaltungseinheiten zur Erfüllung öffentlicher Zwecke. Sie stellen eine Unterform des öffentlichen Unternehmens dar und sind von den öffentlichen Einrichtungen abzugrenzen.

## Allgemeines
Die kommunale Selbstverwaltung der Gemeinden nach Art. 28 Abs. 2 GG erlaubt ihnen die Errichtung kommunaler Unternehmen, um die den Gebietskörperschaften zugewiesenen öffentlichen Aufgaben zu erfüllen. Deshalb gestatten die Gemeindeordnungen die Gründung kommunaler Unternehmen, wenn bestimmte Voraussetzungen erfüllt sind (etwa diejenigen des § 108 Abs. 1 GemO NRW). Die Gemeindeordnungen der Länder gestalten den Rechtsrahmen kommunaler Unternehmen unterschiedlich. Alleiniger oder mehrheitlicher Träger ist jedenfalls die gründende Gemeinde, die das Direktionsrecht ausübt und in den Organen des kommunalen Unternehmens vertreten ist. Ausgliederungen zielen darauf ab, das öffentliche Haushalts- und Tarifrecht zu verlassen und eine bessere Wirtschaftlichkeit zu erzielen. Auch die Schaffung größerer Transparenz durch Trennung verschiedener Tätigkeitsbereiche und eine Organisationsprivatisierung kann ein Ziel der Ausgliederung sein.

## Tätigkeitsfelder
In der kommunalwirtschaftlichen Betätigung der kommunalen Unternehmen ist eine große Aufgabenvielfalt erkennbar, die jedoch in den meisten Bundesländern auf die öffentliche Daseinsvorsorge begrenzt ist.
Oft nehmen sie Ver- und Entsorgungsaufgaben (Stadtwerke, Entsorgungsbetriebe) wahr. Aber auch infrastrukturelle (Nahverkehr), strukturpolitische (Wirtschaftsförderungsgesellschaften), soziale (Behindertenarbeitsbetriebe, Krankenhäuser, Pflegeheime, Wohnraumvermittlungsgesellschaften), wirtschaftspolitische (Beteiligung an Sparkassen), technische (Datenverarbeitungszentren) und ökologische (Gartenbaubetriebe) Aufgaben werden durch kommunale Unternehmen übernommen. Entstanden sind die meisten dieser kommunalen Unternehmen gegen Ende des 19. Jahrhunderts nach fortschreitender Urbanisierung und Technisierung in der Bewegung des Munizipalsozialismus.
In den Gemeindeordnungen aller deutschen Bundesländer finden sich jedoch Vorschriften, die im Anschluss an § 68 der Deutschen Gemeindeordnung (DGO) von 1935 der wirtschaftlichen Betätigung der Kommunen Grenzen setzen (z. B. § 108 Nds. GO; § 107 GO NW; § 87 Bay GO). Die hierbei zentrale Voraussetzung ist die Bindung an einen öffentlichen Zweck. Rein erwerbswirtschaftliche Betätigung, bei der die Gewinnerwirtschaftung der einzige Zweck ist, ist den kommunalen Unternehmen damit untersagt. Mit dem „öffentlichen Zweck“ ist nämlich ein Unternehmen nicht vereinbar, dessen ausschließlicher oder vorrangiger Zweck Gewinne sind. „Rein erwerbswirtschaftlich-fiskalische Unternehmen sind den Gemeinden untersagt“, wenn kein Bezug zu ihren öffentlichen Aufgaben besteht. Dennoch gehen die Gemeindeordnungen davon aus, dass die wirtschaftlich zu führenden kommunalen Unternehmen möglichst einen Gewinn erwirtschaften (z. B. § 109 GemO NRW).

## Rechtsform
Die Rechts- und Organisationsformen der kommunalen Unternehmen sind sehr vielgestaltig. Gründen lassen sie sich in den öffentlich-rechtlichen Organisationsformen eines Regiebetriebs, Eigenbetriebs oder einer Anstalt des öffentlichen Rechts (siehe auch Kommunalunternehmen), aber auch in den privatrechtlichen Rechtsformen einer Gesellschaft mit beschränkter Haftung (GmbH) oder in der nach AO gemeinnützig deklarierten GmbH (gGmbH) sowie als Aktiengesellschaft (AG). Dabei dürfen nur Rechtsformen mit Haftungsbegrenzung gewählt werden (§ 108 Abs. 1 Nr. 3 GemO NRW), so dass die OHG und die Komplementäreigenschaft bei der KG für Gemeinden ausgeschlossen sind. In neuerer Zeit ist der Stellenwert der privatrechtlichen GmbH stark gestiegen. Die Wahl der Organisations- und Rechtsform ist eine originär kommunalpolitische Entscheidung im Rahmen der kommunalen Selbstverwaltung, die auch von der Aufsichtsbehörde differenziert überprüfbar ist. Beim Regiebetrieb verbleibt die Organisation der wirtschaftlichen Betätigung bei der Kommune, so dass ihm die organisatorische Selbständigkeit gegenüber seiner Kommune fehlt. Deshalb gehört er streng genommen nicht zu den kommunalen Unternehmen, weil deren (rechtliche) Selbständigkeit ein wesentliches Kriterium darstellt. Dennoch können Regiebetriebe mit wirtschaftlichen Aufgaben zu den kommunalen Unternehmen gerechnet werden, weil sie gemeinschaftsrechtlich als öffentliches Unternehmen gelten.

## Einflusssicherung
Da die wirtschaftliche Betätigung der Gemeinden von einem örtlich radizierten Gemeinwohlzweck beherrscht sein muss, hat die Aufgabenverantwortung bei der Gemeinde zu verbleiben. Unabhängig davon, welche Rechtsform gewählt wurde, muss sich die Kommune einen angemessenen Einfluss auf die Tätigkeit des kommunalen Unternehmens sichern (siehe etwa § 102 Abs. 2 GO-SH). Hierzu hat die Gemeinde insbesondere weisungsgebundene Vertreter in den Aufsichtsrat eines kommunalen Unternehmens zu entsenden (siehe etwa §§ 104 Abs. 1, 25 Abs. 1 GO-SH). Die dahinterstehende so genannte Ingerenzpflicht ergibt sich auch aus dem Demokratieprinzip, denn schließlich operieren Kommunalunternehmen mit öffentlichen Geldern, über deren Verwendung der Steuerzahler mittels seiner demokratisch legitimierten Entscheidungsträger Rechenschaft verlangen und Einfluss ausüben können muss. 
Konflikte verursacht der gesetzlich vorgeschriebene Einfluss der Kommune dort, wo das kommunale Unternehmen ausschreibungsbedürftige Geschäftsbeziehungen mit der Gemeinde unterhält. Bei Stadtwerken betrifft dies beispielsweise die Konzessionsvergabe. Um in derartigen Konstellationen diskriminierungsfrei auszuschreiben, müssen Gemeindevertreter im kommunalen Unternehmen und Entscheidungsträger der Vergabe zumindest personenverschieden sein. Konsequenterweise haben die meisten Bundesländer inzwischen ihr Kommunalrecht so angepasst, dass nicht mehr der Bürgermeister verpflichtend in den Aufsichtsrat eines kommunalen Unternehmens entsandt wird. Andernfalls verstieße dieser nämlich in Vergabeverfahren gegen das Neutralitätsgebot.
Weitere Probleme können sich ergeben, wenn als Rechtsform eine privatrechtliche GmbH gewählt wurde und auch private Anteilseigner beteiligt werden. Der auf den öffentlichen Zweck ausgerichtete Gesellschaftszweck muss jedenfalls im Gesellschaftsvertrag genannt werden. Dazu dient das kommunale Beteiligungsmanagement.

## Betriebswirtschaftliche Aspekte
Bei kommunalen Unternehmen darf im Gegensatz zu rein privaten Unternehmen die Gewinnerzielung nicht alleiniger Zweck der Betätigung sein. Auch sie unterliegen aber grundsätzlich dem Wirtschaftlichkeitsprinzip. Dabei besteht eine Wechselwirkung, aber auch eine Spannung zwischen dem Unternehmensziel der Erfüllung öffentlicher Aufgaben einerseits und dem Wirtschaftlichkeitsprinzip andererseits. Kommunale Unternehmen sind daher dazu angehalten, ein vorgegebenes Ziel mit einem möglichst geringen Aufwand an Mitteln zu verwirklichen.
Kommunale Unternehmen wirtschaften letztlich mit öffentlichen Geldern; das Wirtschaften im öffentlichen Raum beinhaltet daher eine besondere Verantwortung, die sich darin ausdrückt, dass deren Finanzgebaren besonderer Regelungen der Rechnungslegung und Kontrolle, aber auch einer gewissen Transparenz unterliegt.
Hinsichtlich der Besteuerung der kommunalen Unternehmen ist zwischen Unternehmen in öffentlicher und Unternehmen in privater Rechtsform zu unterscheiden. Für die Besteuerung von kommunalen Unternehmen in Privatrechtsform gilt das für Private geltende Recht entsprechend. Bei öffentlich-rechtlichen Unternehmen ist nicht die Organisationsform, sondern die Art der Tätigkeit von entscheidender Bedeutung. Sie unterliegen dann der Körperschafts- und Umsatzsteuer, wenn sie als Betrieb gewerblicher Art (BgA) zu qualifizieren sind.

## Haftung und Insolvenz
Die Städte und Gemeinden einschließlich ihren Eigen- und Regiebetriebe sind in Deutschland nicht insolvenzfähig (§ 12 InsO). Die Kommune haftet daher grundsätzlich uneingeschränkt für alle Verbindlichkeiten. Kommunale Unternehmen in privater Rechtsform unterliegen dagegen dem Insolvenzrecht und sind insolvenzfähig. Die Kommunen sind hinsichtlich ihrer in privater Rechtsform betriebenen Unternehmen durch Bundes- oder Landesrecht nicht zur Insolvenzabkehr verpflichtet. Aus einer 100-prozentigen Beteiligung einer Kommune an einem privatrechtlich organisierten Unternehmen alleine kann deshalb nicht gefolgert werden, dass die Gesellschafterin unter allen Umständen das Unternehmen vor der Insolvenz bewahren wird.
Eine besondere Beachtung ist dem Konzernhaftungsrecht zu schenken. Konzernrechtlich bildet die Gemeinde mit ihren kommunalnahen Unternehmen, an denen sie mehrheitlich beteiligt ist, einen Konzern. Die Rechtsprechung des BGH hat Haftungsgrundsätze beim qualifiziert faktischen Konzern entwickelt, wonach der Hauptgesellschafter unter bestimmten Voraussetzungen den Gläubigern seiner Konzernunternehmen haftet. Durch die „Trihotel“- und „Gamma“-Rechtsprechung des BGH wurde diese Außenhaftung zugunsten einer Innenhaftung über § 826 BGB jedoch aufgegeben. Dieses Konzernrecht ist auf die Beziehungen der öffentlichen Hand zu ihren in privatrechtlicher Form betriebenen Beteiligungsunternehmen generell anzuwenden.
Kommunale Unternehmen in öffentlich-rechtlicher Rechtsform (Anstalt des öffentlichen Rechts) sind hingegen zumeist nicht insolvenzfähig, weil ihre kommunalen Träger für sie subsidiär und unbegrenzt haften müssen (sogenannte Gewährträgerhaftung; z. B. § 114 a Abs. 1 GemO NRW).

## Personalfragen
Die Beantwortung der Fragen des Personal-, Dienst- und Arbeitsrechts öffentlicher Unternehmen hängt auch von der jeweiligen Organisationsform ab. In arbeitsrechtlicher Hinsicht unterliegen Kommunalunternehmen in Deutschland meist dem TVöD, was aber nicht zwingend ist. Auch bei öffentlich-rechtlichen Unternehmen ist eine Personalvertretung nach Maßgabe der Personalvertretungsgesetze vorgeschrieben.

## Bilanzierung
Die Kommunen haben einen Gesamtabschluss zu erstellen, in dem alle verselbständigten Aufgabenbereiche in öffentlich-rechtlicher oder privatrechtlicher Form zu konsolidieren sind. Der Konsolidierungskreis im engeren Sinne umfasst dabei die von der Kommune gehaltene Tochterunternehmen, welche durch eine Vollkonsolidierung nach den §§ 300 bis § 309 HGB in den kommunalen Gesamtabschluss einzubeziehen sind. Ein kommunales Unternehmen ist Tochterunternehmen nach § 290 Abs. 1 HGB, wenn die Kommune einen beherrschenden Einfluss auf eine dieses ausüben kann. Zum Konsolidierungskreis im weiteren Sinne gehören die kommunalen Unternehmen, die nach der Equitymethode gemäß §§ 310 und § 311 HGB einzubeziehen sind.

## Privatisierung
In den letzten Jahren ist sowohl aus Wirtschaftlichkeitsüberlegungen als auch aus Sparzwängen eine fortschreitende Privatisierung öffentlicher Aufgaben zu beobachten. Dieser Trend wird aus liberaler bzw. neoliberaler Sicht zwar begrüßt, stößt aber aus etatistischer und sozialstaatlicher Sicht auch auf Kritik. Letztlich ist es aber auch aufgrund europarechtlicher Vorgaben oft unausweichlich, die kommunalen Unternehmensbeteiligungen abzubauen, und aufgrund der schwachen Finanzlage sind die Kommunen gezwungen, sich von Unternehmen mit strukturellen Verlusten zu trennen.
Neben dem Privatisierungsschub seit den neunziger Jahren ist aber auch zu beobachten, dass die Gemeinden bzw. ihre Unternehmen zunehmend mit rein privaten Unternehmen zusammenarbeiten, sie mit als Anteilseigner und Geldgeber aufnehmen, ihnen besondere Infrastrukturprojekte überlassen oder in sonstigen Formen der Öffentlich-privaten Partnerschaft kooperieren. Auch darin kann teilweise eine Privatisierung gesehen werden, wenn etwa ein vormals öffentlich-rechtliches Unternehmen als GmbH ausgestaltet wird und private Geldgeber als Anteilseigner aufgenommen werden und dadurch auch gewissen Einfluss auf das Unternehmen gewinnen.

### Reaktionen
- Rekommunalisierung

## International

### Schweiz
- Unternehmen in Form der öffentlich-rechtlichen Anstalt: Die Schweizerische Post; SUVA; kantonale Gebäudeversicherungen;
- Unternehmen in Form der AG mit staatlicher Aktienmehrheit: Swisscom; RUAG; NOK, SBB

### Österreich
Die kommunalen Unternehmen Österreichs erfüllen wichtige Infrastrukturaufgaben für Städte und Gemeinden. Sie garantieren auf sichere, kostengünstige und umweltverträgliche Weise die Versorgung mit Strom, Gas, Wärme, Verkehrsdienstleistungen und Wasser sowie die Entsorgung von Abwasser. Hier besteht als Zusammenschluss der Verband kommunaler Unternehmen Österreichs (VKÖ). Mitglieder sind unter anderem die Wiener Stadtwerke, Linz AG, Holding Graz oder die Innsbrucker Kommunalbetriebe.

### Frankreich
In Frankreich gibt es traditionell einen großen öffentlichen Sektor (secteur publique) mit vielen öffentlichen Unternehmen (entreprise publique). Man kann unterscheiden
- établissements publics à caractère industriel et commercial (EPIC) (unterliegen öffentlichem Recht)[15]
- sociétés nationales in privatrechtlicher Form (zum Beispiel Aktiengesellschaft: „S.A.“ = Société anonyme), deren Kapital ausschließlich dem Staat gehört. Bekannte Beispiele:
  - Société nationale des chemins de fer français (SNCF)
  - Société nationale industrielle aérospatiale (1970–1978, dann umbenannt in Aérospatiale)
- sociétés d’économie mixte: Unternehmen, in die der Staat oder/und Gebietskörperschaften investieren, aber in denen sie weniger als die Hälfte des Kapitals besitzen (Art. L. 1522-1 CGCT).[16]

### USA
State-Owned Enterprise, auch als Government-Owned Corporation (GOC) (staatseigene Kapitalgesellschaft) bekannt, ist eine juristische Person, die in der Regel mit dem Ziel gegründet wird, zu Marktbedingungen in Konkurrenz zu privaten Unternehmen zu treten und Gewinne zu erwirtschaften. Obwohl derartige Unternehmen kommerziell wirtschaften, unterliegen sie den Regierungszielen und können als politisches Instrument eingesetzt werden. Die Merkmale und Regeln, unter denen State-Owned Enterprises operieren, sind von Bundesstaat zu Bundesstaat unterschiedlich. State-Owned Enterprises dürfen nicht mit Unternehmen verwechselt werden, an denen der Staat zwar beteiligt ist und auch Einfluss ausüben kann, aber lediglich Minderheitsanteile besitzt.
In den USA ist auf Ebene der Bundesstaaten und der Kommunen („municipalities“) die Organisationsform der „component units“ sehr weit verbreitet. In sie sind bestimmte Teilbereiche der kommunalen Aufgaben organisatorisch ausgegliedert. Dazu gehören insbesondere Trinkwasser-, Abwasser- oder Stromversorgung. Für sie ist die Trägerkörperschaft kraft Gesetzes finanziell haftbar („financially accountable“), sie werden im Jahresabschluss ihrer Trägerkörperschaft konsolidiert.